# Irínovka (Rostov)
|  | Per a altres significats, vegeu «Irínovka». |

Irínovka (en rus: Ириновка) és un poble (un khútor) de l'óblast de Rostov, a Rússia, segons el cens rus del 2010 tenia 145 habitants. Pertany al districte de Zernograd.